# Brian Orser
Brian Ernest Orser (18 de desembre de 1961, Belleville, Ontario, Canadà) és un expatinador sobre gel canadenc. Va ser medallista de plata als Jocs Olímpics de 1984 i 1988, campió mundial en 1987 i campió nacional canadenc en vuit ocasions (1981-1988). Després de la temporada 1987-1988, va iniciar la seva carrera com a patinador professional i va participar en l'espectacle Starts on Ice durant gairebé vint anys. Com a entrenador, ha treballat amb els campions olímpics Kim Yuna i Javier Fernández i amb el bicampió olímpic d'Or Yuzuru Hanyu. És el director de patinatge en el club de cricket, patinatge i cúrling de Toronto. És Oficial de l'Orde del Canadà des de 1988.

## Orígens
Brian Orser va néixer en 1961 a Belleville i va créixer a Penetanguishene, totes dues localitats de l'estat canadenc d'Ontario. Va començar a patinar des de molt jove. Encara que al principi jugava al hoquei sobre gel, als sis anys es va decantar pel patinatge artístic després d'actuar en un carnestoltes organitzat pel seu club de patinatge. Als nou anys va començar a treballar amb Doug Leigh, qui va ser el seu entrenador durant tota la seva carrera competitiva, fins a 1988. Des de llavors, les seves activitats professionals s'han centrat en el patinatge, com a patinador professional en espectacles, pel·lícules i competicions, coreògraf i entrenador. En 1998, va fer pública la seva homosexualitat durant una disputa legal amb la seva exparella. Al principi va témer que la revelació anava a danyar la seva carrera, però va rebre un ampli suport per part d'altres patinadors i del seu públic. Des de 2008 manté una relació amb Rajesh Tiwari, director de la Fundació Brian Orser per a reunir fons per a la lluita contra la SIDA.

## Carrera competitiva
Orser va guanyar el seu primer títol nacional de patinatge artístic sobre gel en la categoria Novençans en 1977. La temporada següent va representar al Canadà en el Campionat Mundial Júnior i va quedar quart, per darrere del seu futur rival Brian Boitano. En 1979 es va proclamar campió nacional en categoria Júnior, on va realitzar un axel triple, la segona vegada que un patinador executava aquest salt en una competició; en la temporada següent va començar a competir com a Sènior. Va guanyar la medalla de bronze en la seva primera competició internacional en aquesta categoria, la Copa de Viena i es va classificar quart en el Campionat Nacional, l'última vegada que va quedar fora del podi en aquesta competició.
En la temporada 1981-1982 va guanyar la medalla de plata al Trofeu Nebelhorn, va ser sisè a Skate Canada i va obtenir el títol nacional Sènior, el primer de vuit. En la seva primera aparició en el Campionat Mundial va acabar en la sisena posició. En la temporada següent va guanyar una medalla en Skate Canada i va ascendir a la quarta plaça al Campionat Mundial de 1982. En 1983 va obtenir el bronze al campionat mundial.
Va participar en els Jocs Olímpics d'Hivern de 1984, celebrats a Sarajevo. Va realitzar el primer axel triple en unes olimpíades i va guanyar tant el programa curt com el programa lliure, però va acabar amb la medalla de plata, per darrere de Scott Hamilton per un mal resultat en la fase de figures obligatòries. Al Campionat Mundial de 1984 va acabar de nou segon.
En la temporada 1984-1985, després de la retirada de Hamilton de l'esport de competició, Orser era el favorit per al títol mundial, però no va tenir una bona actuació i va acabar per darrere de Aleksandr Fadeiev, que també va executar un axel triple. Orser es va proclamar campió mundial en el Campionat de 1987, on va efectuar tres axel triples, un en el programa curt, i dos en el programa lliure.
Als Jocs Olímpics de Calgary, el principal rival de Brian Orser era Brian Boitano, campió del món en 1986, però que no havia aconseguit vèncer Orser des de llavors. Orser va ser el banderer del Canadà en la cerimònia d'obertura dels jocs. Orser va obtenir el tercer lloc en la fase de figures i el primer lloc en el programa curt. En el programa lliure va patinar gairebé perfectament, excepte per un aterratge defectuós en un salt; Brian Boitano va guanyar per una dècima de punt i va obtenir la medalla d'or. Aquesta competició va passar a la història del patinatge artístic com «La batalla dels Brians». El resultat va afectar profundament Orser, per no aconseguir guanyar una medalla d'or als Jocs Olímpics organitzats pel seu país, i es va negar durant anys a veure la seva actuació en el programa lliure. Al Campionat Mundial de 1988 va guanyar el programa lliure, però va quedar segon en la classificació final. Al final de la temporada, va decidir dedicar-se al patinatge professional.

## Carrera en el patinatge professional
Orser va començar a patinar amb la companyia de patinatge sobre gel Stars on Ice en 1988, al poc temps de donar per acabada la seva carrera en el patinatge de competició. Va participar en els seus espectacles en tretze ocasions, fins a 2007. També va prendre part en programes de televisió sobre patinatge i va participar en diverses competicions professionals de patinatge.
Orser va actuar en la pel·lícula alemanya de 1990 Carmen on Ice, juntament amb Brian Boitano i Katarina Witt. La pel·lícula és una representació de patinatge sobre gel inspirada en l'òpera Carmen. Orser va exercir el paper d'Escamillo i va guanyar un Emmy per la seva actuació quan la pel·lícula es va transmetre per la cadena de televisió HBO.

## Carrera com a entrenador

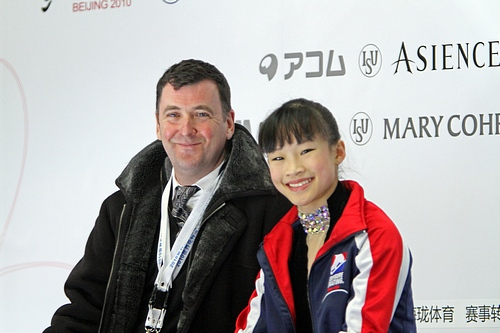
Orser amb la seva alumna Christina Gao en 2010.

Brian Orser va iniciar la seva carrera com a entrenador en 2005, quan li van oferir el lloc de codirector de l'escola de patinatge de l'associació esportiva Toronto Cricket Skating and Cúrling Club. A partir de 2007 es va dedicar a l'ensenyament del patinatge a temps complet. Entre els seus alumnes es compten el campió del Canadà Nam Nguyen, Elizabet Tursynbayeva, campiona del Kazakhstan, la campiona de Geòrgia i medallista de bronze d'Europa Elene Gedevanishvili, el campió dels Estats Units i dels Quatre Continents Adam Rippon i quatre medallistes olímpics, l'espanyol Javier Fernández López, el japonès Yuzuru Hanyu, la sud-coreana Kim Yu-Na i la seva nova pupil·la Ievgueniia Medvedeva.

## Premis i reconeixements
En 1985, Orser va ser nomenat Membre de l'Orde del Canadà i ascendit a Oficial de la mateixa ordre en 1988. Orser pertany als següents salons de la fama:
- Saló de la Fama de l'Esport Canadenc (1989).
- Saló de la Fama Olímpic del Canadà (1995).
- Saló de la Fama de l'Esport de Midland, Ontario (1998).
- Saló de la Fama de l'Esport de Penetanguishene (2003).
- Saló de la Fama Mundial del Patinatge Artístic (2009).[15]
- Saló de la Fama de l'Esport d'Ontario (2012).[16]